# Fei (cantante)
Wang Feifei (cinese: 王霏霏; hangeul: 왕페이페이), nota semplicemente come Fei (hangeul: 페이; Haikou, 27 aprile 1987) è una cantante, attrice e modella cinese; è stata membro del gruppo musicale miss A dalla formazione nel 2010 allo scioglimento nel 2017, perseguendo contemporaneamente una carriera solista. È considerata una delle celebrità femminili cinesi più conosciute in Corea del Sud, insieme a Jia, Victoria delle f(x) e la modella Wei Sun.

## Biografia
Fei nasce a Haikou, nella regione di Hainan, in Cina, il 27 aprile 1987. Ha studiato alla Seoul Arts High School, insieme a Jia, anch'essa membro del gruppo delle miss A.

## Carriera

### Miss A
A marzo 2010, Fei entra nel terzetto delle miss A insieme a Jia e Suzy. Insieme iniziano a lavorare in Cina, eseguendo per la Samsung Electronics la canzone "Love Again". Successivamente, Min si unisce al gruppo, e a luglio debuttano presentando il brano "Bad Girl Good Girl" tratto dal primo album singolo, Bad but Good. Dopo una promozione durata sette settimane, il gruppo torna in ottobre con il nuovo pezzo "Breathe", tratto dal secondo singolo Step Up, e presenta il primo album in studio, A Class, con la title track "Good Bye Baby". Successivamente si prende una pausa per dedicarsi alle attività oltreoceano, tra cui il debutto in Cina, ritornando sulla scena coreana a febbraio 2012 con l'EP Touch. Al termine del 2012, esce il secondo EP Independent Women Part III, tributo al brano "Independent Women Part I" delle Destiny's Child, idoli del gruppo. Il 6 novembre 2013, le miss A pubblicano il loro secondo album discografico, Hush. Il 26 dicembre 2017 si sciolgono.

### Attività in solitaria
Nel 2012, insieme a Jia, entra nel cast del drama cinese Happy Noodle, tuttavia viene rivelato successivamente che le due non avrebbero preso parte alla serie per motivi sconosciuti. Nel 2013 ha partecipato all'edizione per celebrità di MasterChef Korea, arrivando seconda. Ha inoltre partecipato a Dancing With The Stars, programma in cui si è classificata al primo posto. Da novembre 2013, conduce insieme a Jia e Zhou Mi dei Super Junior-M il programma radiofonico Idol True Colors. A marzo 2014 partecipa al programma televisivo cinese Perhaps Love in coppia con Sun Jian, mentre a luglio dello stesso anno recita nel primo episodio della serie Yuhok, per cui canta anche il brano "One Summer Night" con Jo Kwon dei 2AM sia in coreano che in inglese, e appare nel programma televisivo Running Man. Ad agosto registra la canzone Always Be Here per le vittime del Tifone Rammasun. Nel gennaio 2015, fu una dei presentatori dei Golden Disk Awards, svoltisi in Cina.
Il 21 luglio 2016 ha esordito come solista con il singolo "Fantasy".

## Discografia
Di seguito, le opere di Fei come solista. Per le opere con le miss A, si veda Discografia delle miss A.

### Solista
- 2014 – Always Be Here
- 2016 – Fantasy
- 2018 -  王霏霏 (Fei)/梁根荣 Gen Neo《你会不会》
- 2018 _   王霏霏 (Fei) feat. Jackson Wang - Hello
- 2021 -   Stalker
- 2021 -   Hunting Adonis

### Colonne sonore
- 2014 – One Summer Night (Yuhok – con Jo Kwon)[19][20]

### Collaborazioni
- 2010 – This Christmas (con gli altri artisti della JYP Entertainment)
- 2013 – You Are A Miracle (con il 2013 SBS Gayo Daejun Friendship Project)[24]

## Filmografia
- Dream High (드림하이) – serie TV, episodio 16 (2011)
- Dream High 2 (드림하이 2) – serie TV, episodio 15 (2012)
- Yuhok (유혹) – serie TV, episodio 1 (2014)
- Select game- film, not aired yet (2015)
- Swan - korean web drama (2017)
- Cover The Sky (素手遮天) - chinese web drama (2018)
- Dancing Elephant (跳舞吧！大象) - chinese film

## Videografia
Oltre che nei videoclip delle miss A, Fei è apparsa anche nei seguenti video:
- 2009 – My Color, dei 2PM
- 2010 – This Christmas, parte della compilation della JYP Entertainment
- 2011 – I Love You, di Huh Gong & Hoony Hoon
- 2012 – Win The Day, videoclip del singolo di Team SIII (2PM, 4Minute, MBLAQ, miss A, Dal Shabet, Sistar, ZE:A, Nine Muses e B1A4)
- 2016 – Fantasy, videoclip del proprio singolo